# A me mi piace (singolo)
A me mi piace è un singolo del cantautore italiano Alfa, pubblicato il 9 maggio 2025 come secondo estratto dall'edizione deluxe del terzo album in studio Non so chi ha creato il mondo ma so che era innamorato.

## Descrizione
Il brano, con la partecipazione del cantautore franco-spagnolo Manu Chao, è stato scritto da entrambi gli artisti ed è stato prodotto dai Room9. Il ritornello è ripreso, nella melodia e in parte del testo, dal brano Me gustas tú, singolo del 2001 dello stesso Chao.

## Promozione
L'uscita del brano è stata annunciata dallo stesso Alfa il 26 aprile 2025 attraverso i suoi profili social.

## Video musicale
Il video musicale, diretto da Filiberto Signorello e girato presso i Giardini Luzzati, tra il centro storico e lo stadio Luigi Ferraris, a Genova, è stato pubblicato in concomitanza all'uscita del brano attraverso il canale YouTube di Alfa.

## Tracce
Testi e musiche di Andrea De Filippi e José Manuel Arturo Tomás Chao Ortega.
1. A me mi piace (feat. Manu Chao) – 2:20
2. A me mi piace (feat. Manu Chao) (Planet Funk Remix) – 3:05

## Classifiche
| Classifica (2025) | Posizione massima |
| ----------------- | ----------------- |
| Bielorussia       | 29                |
| Francia           | 171               |
| Italia            | 1                 |
| Kazakistan        | 7                 |
| Moldavia          | 89                |